# قره‌آغاچ (کلاله)
قره‌آغاچ یک روستا در ایران است که در بخش مرکزی شهرستان کلاله در استان گلستان واقع شده‌است.

## جمعیت
این روستا در دهستان تمران قرار دارد و براساس سرشماری مرکز آمار ایران در سال ۱۳۸۵، جمعیت آن ۱٬۴۲۶ نفر (۲۸۲ خانوار) بوده‌است.